# لی جونهوی
لی جونهوی (انگلیسی: Li Junhui؛ زادهٔ ۱۰ مهٔ ۱۹۹۵) بدمینتون‌باز اهل چین است.